# ساغاي (ياماغاتا)
مدينة ساغاي (بالإنجليزية: Sagae)‏ هي أحد المدن التابعة لمحافظة ياماغاتا. تأسست رسميًا في 01/08/1954. ويقدر عدد سكانها بـ 43299 نسمة حسب تقدير مكتب الإحصاء الياباني لعام 2012. تبلغ مساحة ساغاي 139.08 كم2. بكثافة سكانية تبلغ 311 نسمة/كم2.